# إدواردو فارياس
إدواردو فارياس (بالإسبانية: Eduardo Farías)‏ (1989 بلوماس دي ثامورا في الأرجنتين - ) هو لاعب كرة قدم تشيلي في مركز حراسة المرمى. لعب مع نادي ديبورتيفو ريسترا وديبورتيس ماجالانز ونادي كوبريسال وديبورتيس إيكيكي ويونيون لا كاليرا.

## وصلات خارجية
- إدواردو فارياس على موقع قاعدة بيانات كرة القدم.إي يو (الإنجليزية)
- إدواردو فارياس على موقع Soccerway.com (الإنجليزية)
- إدواردو فارياس على موقع AS.com (الإسبانية)